# Брауде, Марк Савельевич
Марк Савельевич Брауде (род. 31 марта 1941, Минск) — советский и белорусский киноактёр, кинорежиссёр, сценарист и кинооператор.

## Биография
Родился 31 марта 1941 года.
Работал на киностудии «Беларусьфильм». Член СК БССР.

## Личная жизнь
Дочь — актриса Валентина Марковна Брауде («Удивительные приключения Дениса Кораблёва», «Роман императора»); жена — хореограф, заслуженный деятель искусств Беларуси Дина Марковна Брауде. Живёт в Израиле.

## Фильмография

### Актёр
- 1973 — Старая крепость

### Режиссёр
- 1970 — Нищие духом
- 1979 — Удивительные приключения Дениса Кораблёва. 4-я новелла
- 1985 — Тётя Маруся
- 1989 — Романтик

### Сценарист
- 1970 — Нищие духом
- 1970 — Не входите — смерть

### Оператор
- 1968 — Надпись на срубе
- 1970 — День да ночь
- 1972 — Весенняя сказка
- 1972 — После ярмарки
- 1974 — Последнее лето детства
- 1975 — Гамлет Щигровского уезда
- 1977 — Маринка, Янка и тайны королевского замка
- 1989 — Романтик